# یواس‌اس وست‌فیلد (۱۸۶۱)
یواس‌اس وست‌فیلد (۱۸۶۱) (به انگلیسی: USS Westfield (1861)) یک کشتی بود که طول آن ۲۱۵ فوت (۶۶ متر) بود. این کشتی در سال ۱۸۶۱ ساخته شد.